# أحمد عتيق
أحمد عتيق لاعب كرة قدم كويتي، من مواليد 20 أكتوبر 1991، يلعب مع نادي كاظمة كلاعب دفاع، شارك في كأس الأمير 52 مع نادي الساحل الكويتي.